# Embassament de Puigbalador
L'Embassament de Puigbalador és un embassament artificial (pantà) repartit entre les comunes de Formiguera, Puigbalador, de la qual pren el nom, i Real, a la comarca del Capcir, de la Catalunya del Nord.

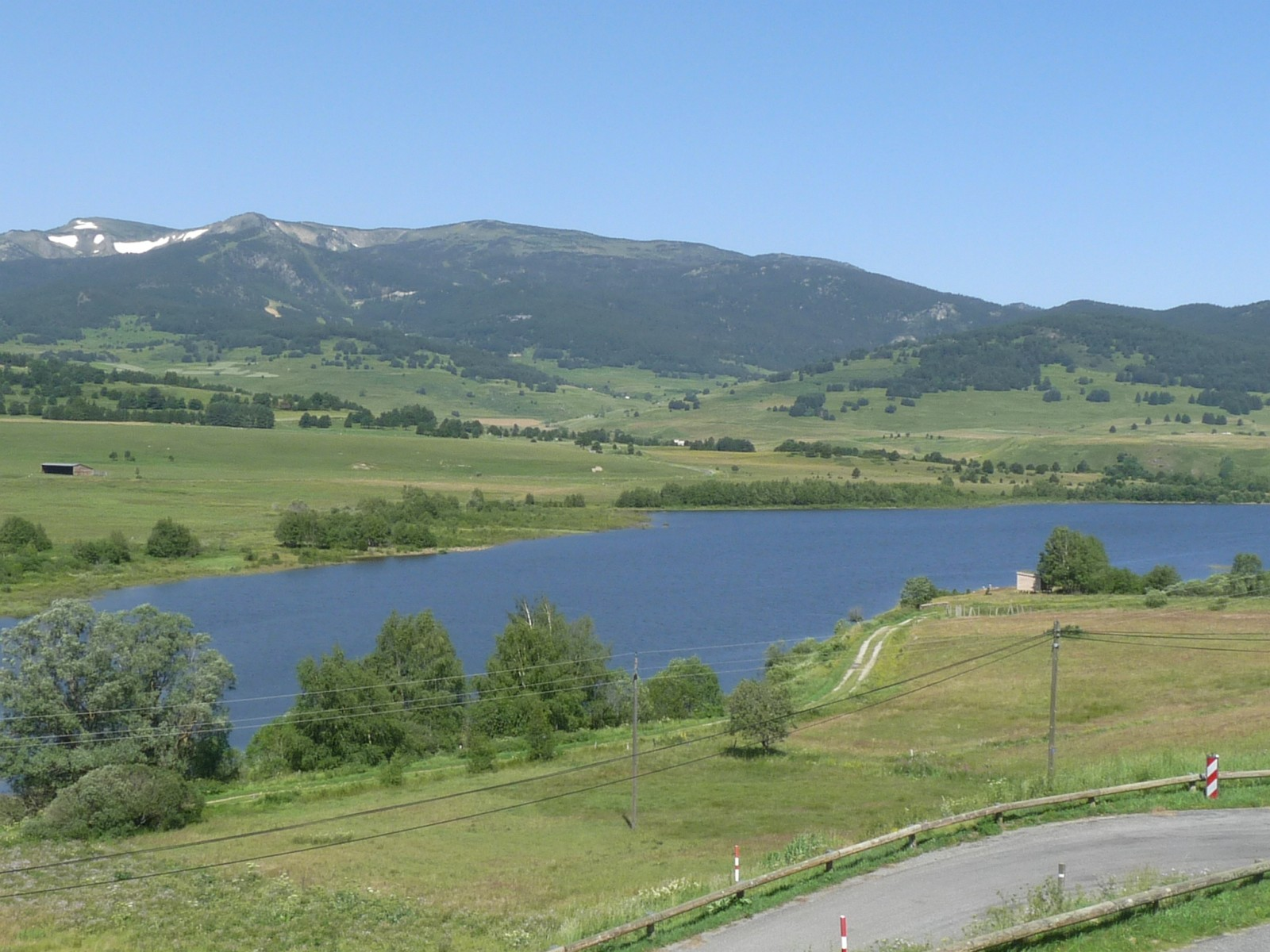
Vista de l'embassament des del sud-est

Està situat a 1.418,1 metres d'altitud sobre el nivell del mar, té una superfície de 90 hectàrees i una profunditat màxima d'11 m. La resclosa, migpartida entre els termes de Puigbalador i de Real, té 160 metres de longitud, i una alçada màxima de 39 metres. La seva capacitat és de deu milions de m³.
L'embassament fou construït el 1929, i serveix per a la producció d'energia elèctrica d'Escolobre.
L'entorn de l'embassament és escenari freqüent de moltes excursions.